# Peter Hambleton

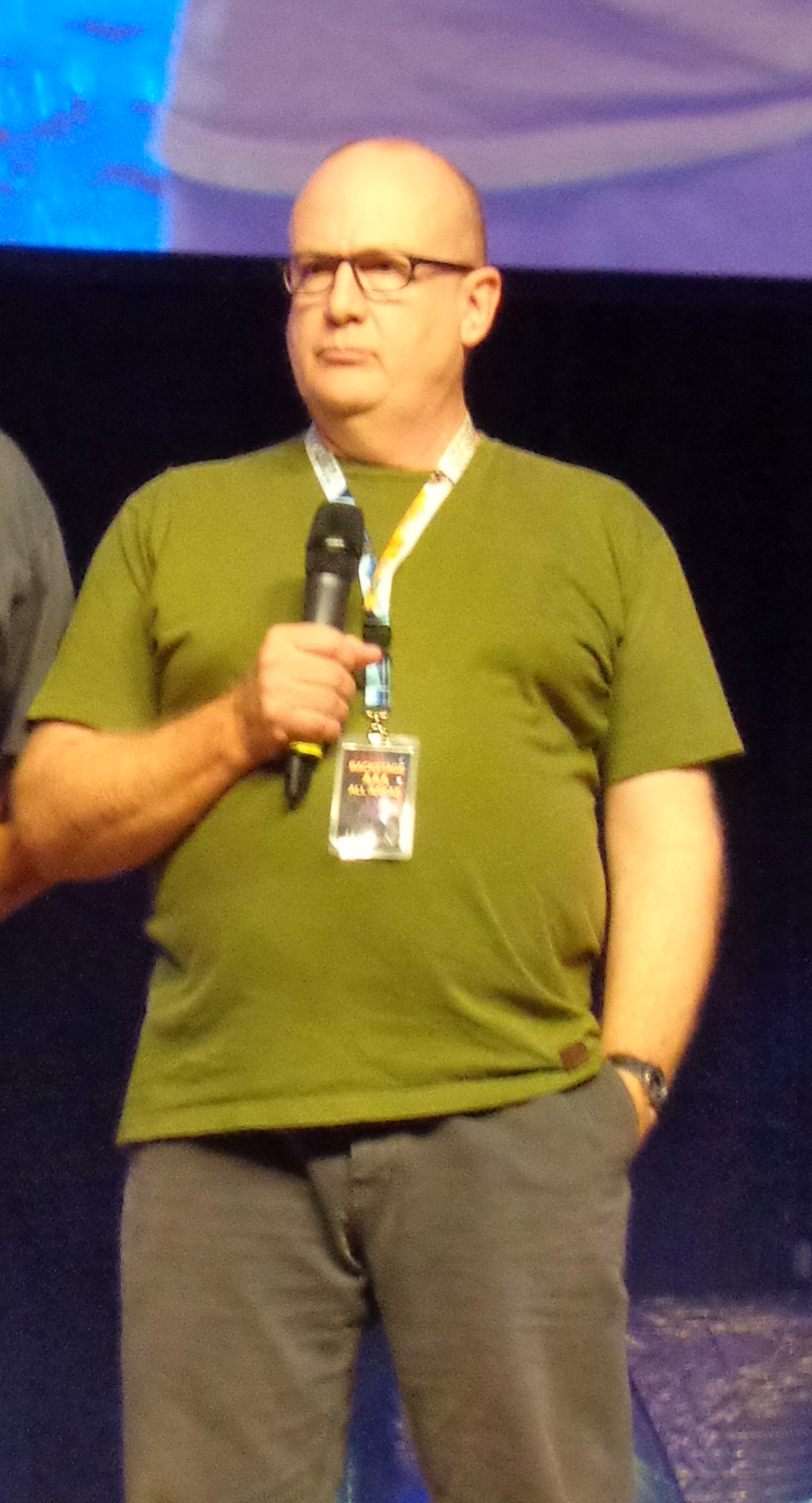
Peter Hambleton am 5. April 2015 Bonn

Peter Hambleton (* 1960) ist ein neuseeländischer Schauspieler und Theaterregisseur.
Hambleton ist ein bekanntes Gesicht der Theaterszene in Wellington. Auf der Theaterbühne verkörperte er schon bekannte historische Persönlichkeiten wie den Naturforscher Charles Darwin und den neuseeländischen Ornithologen Walter Buller in verschiedenen Stücken. Zudem wurde er für die dreiteilige Verfilmung von Tolkiens Der Hobbit für die Rolle des Zwergs Glóin gecastet.

## Filmografie
- 1984: Out of Time (Iris, Fernsehfilm)
- 1987: Adventurer (Fernsehserie, 12 Folgen)
- 1989: Night of the Red Hunter (Fernsehserie)
- 1991: Shark in the Park (Fernsehserie, Folge 3x03)
- 1992: Absent Without Leave (Fernsehfilm)
- 1993: Die Geschöpfe des Dr. Typhon (Typhon’s People, Fernsehfilm)
- 1993: Anschlag auf die Rainbow Warrior (The Rainbow Warrior, Fernsehfilm)
- 1994: Der unsichtbare Tod (The Last Tattoo, Fernsehfilm)
- 1996: Oscar & Friends (Fernsehserie, Sprechrolle)
- 1998: Tiger Country (Fernsehfilm)
- 1999: A Twist in the Tale (Fernsehserie, Folge 1x02)
- 1999: Duggan (Fernsehserie, Folge 1x11)
- 2002: The Strip (Fernsehserie, 4 Folgen)
- 2010: Home by Christmas (Fernsehfilm)
- 2010: Stolen (Fernsehfilm)
- 2010: Spies and Lies (Fernsehfilm)
- 2011: Paradise Cafe (Fernsehserie, Folge 2x02)
- 2011: Tangiwai (Fernsehfilm)
- 2012: Der Hobbit: Eine unerwartete Reise (The Hobbit: An Unexpected Journey)
- 2013: Der Hobbit: Smaugs Einöde (The Hobbit: The Desolation of Smaug)
- 2014: Der Hobbit: Die Schlacht der Fünf Heere (The Hobbit: The Battle of the Five Armies)